# Bolsa de valores

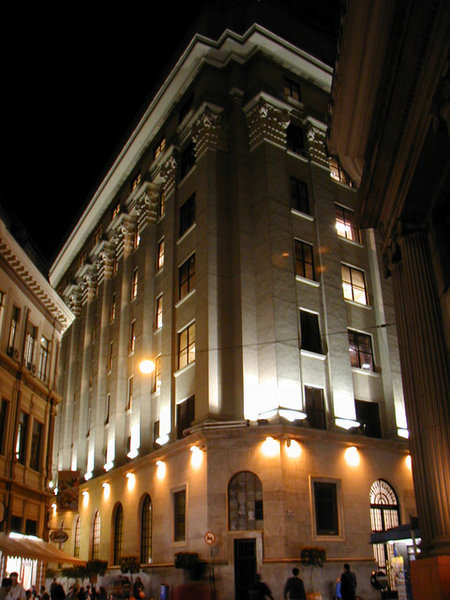
A B3, a maior bolsa de valores do Brasil.

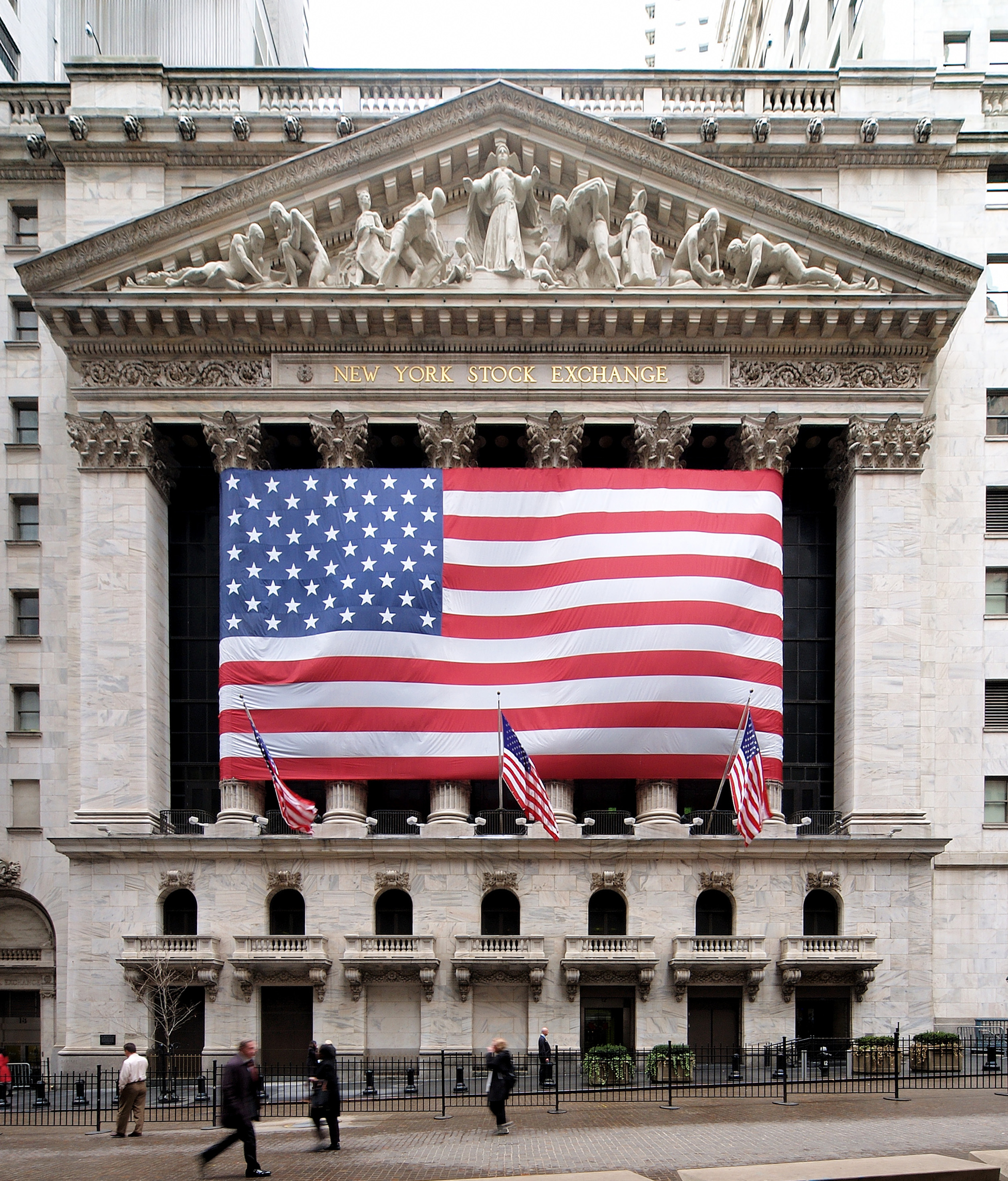
A bolsa de valores de Nova Iorque, a maior e mais importante do mundo.

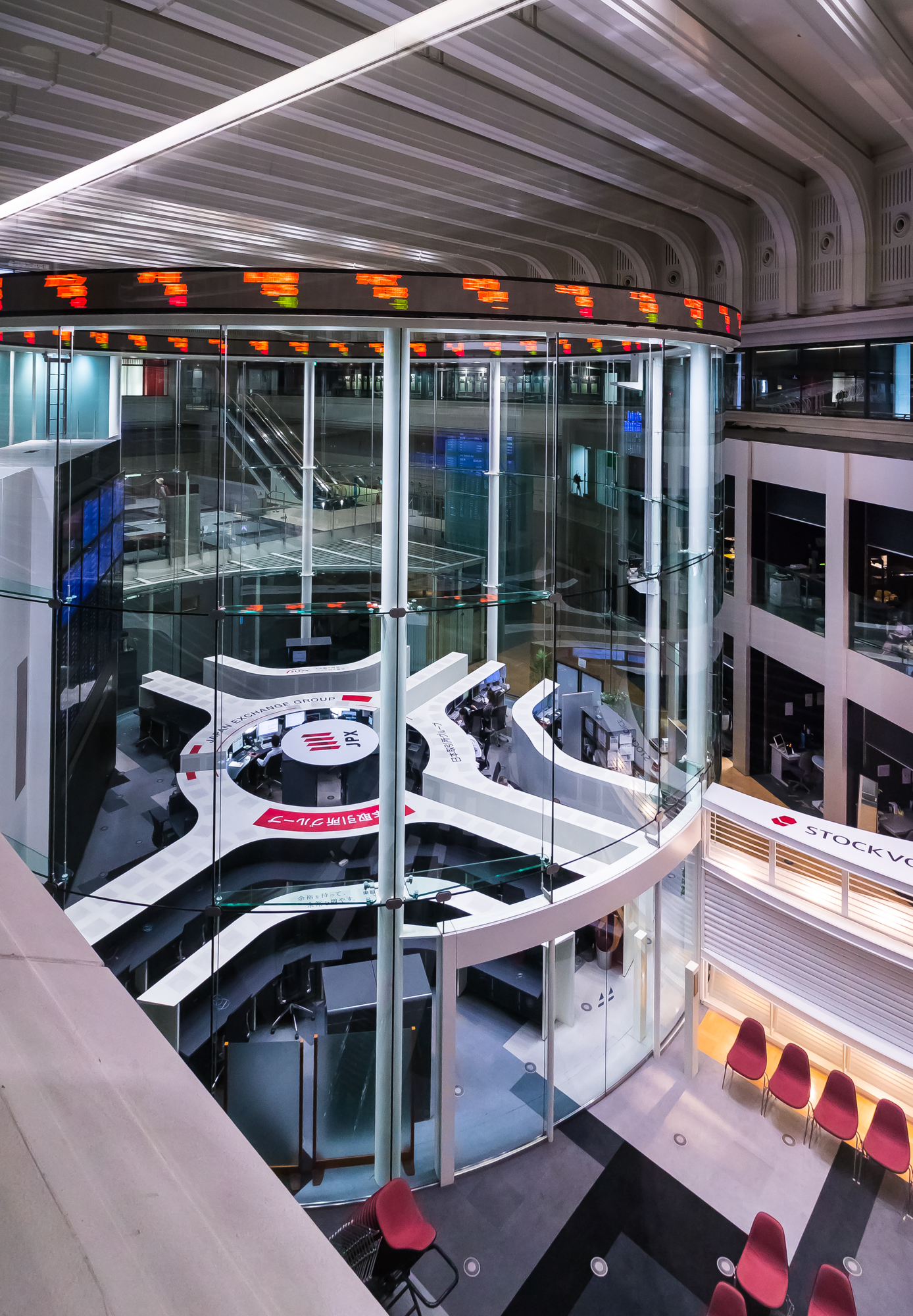
Interior da Bolsa de Valores de Tóquio, uma das mais dinâmicas e importantes do mundo.

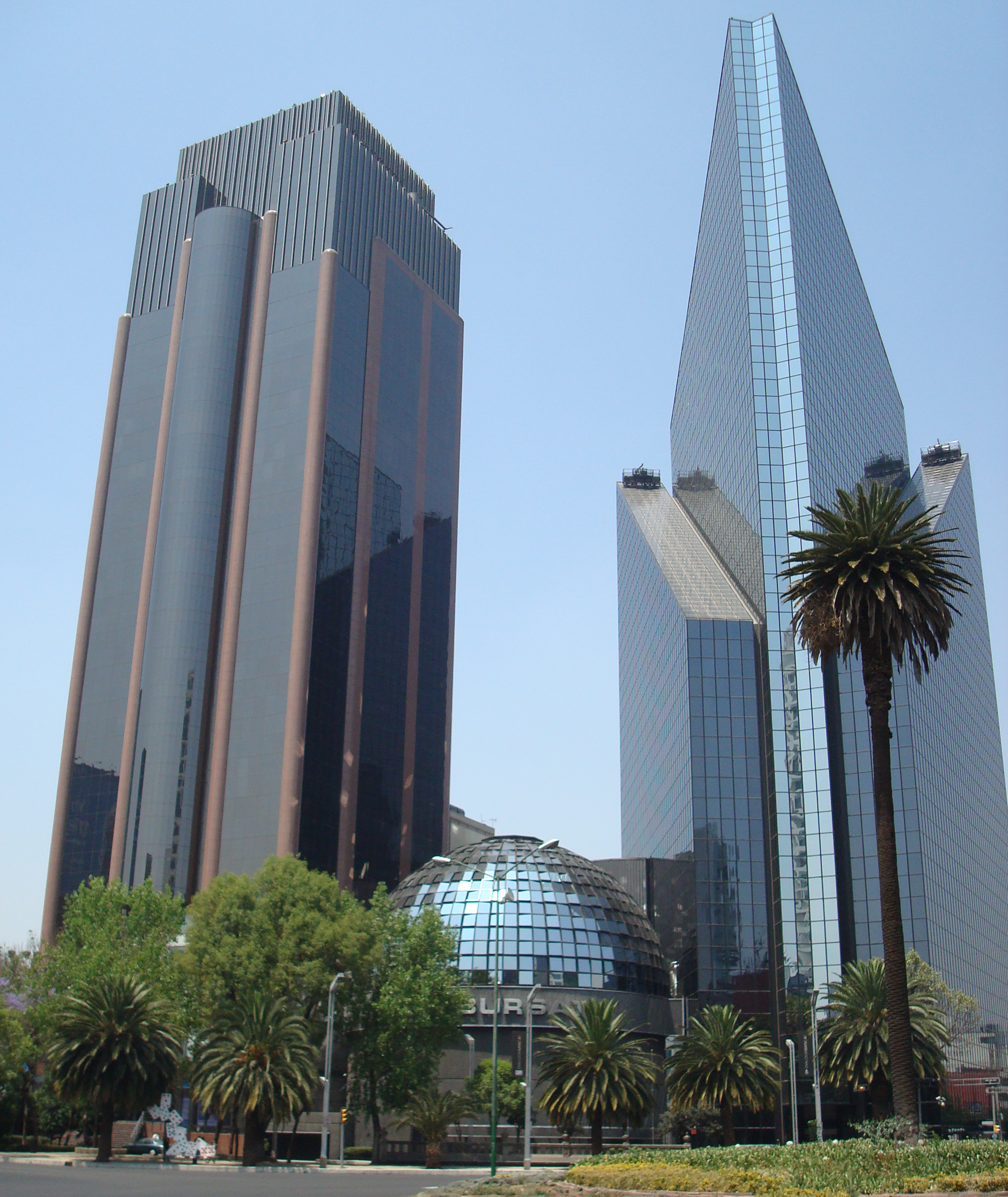
Bolsa Mexicana de Valores.

A bolsa de valores  é o mercado organizado onde se negociam ações de sociedades de capital aberto (públicas ou privadas) e outros valores mobiliários, tais como as opções.
Pode ser organizada na forma de uma sociedade civil sem fins lucrativos, que mantém o local ou o sistema de negociação eletrônico adequado à ação de transações de compra e venda de títulos e valores mobiliários. Porém, o mais usual hoje em dia é que as bolsas de valores atuem como sociedades anônimas, visando ao lucro através de seus serviços. No caso de ser organizada como sociedade civil, seu patrimônio é representado por títulos pertencentes às sociedades corretoras que a compõem; se for organizada como S.A., este patrimônio é composto por ações. A bolsa deve preservar elevados padrões éticos de negociação, divulgando - com rapidez, amplitude e detalhes - as operações realizadas.

## História
Segundo alguns historiadores, a origem das bolsas de valores remonta ao collegium mercatorum da Roma antiga; segundo outros, as bolsas de valores se desenvolveram a partir do empórion (praça do comércio marítimo),  da Grécia antiga ou dos funduks (bazares palestinos), onde os comerciantes se reuniam para tratar de negócios. Mas, certamente, na sua origem todos esses mercados tinham características muito diferentes das bolsas atuais.
As primeiras bolsas com características modernas surgiram em meados do século XV, na esteira da expansão comercial. Em Bruges, na Bélgica,  no ano de 1487, a palavra 'bolsa' ganhou seu sentido comercial e financeiro, quando mercadores e comerciantes passaram a se reunir na casa de um certo senhor Van der Burse (cujo brasão continha o desenho de três bolsas), a fim de realizar seus negócios: compra e venda de moedas, letras de câmbio e metais preciosos. Mais tarde, já durante a Revolução Comercial, são criadas, em 1561, as bolsas de Antuérpia, também na Bélgica, e Amsterdam, nos Países Baixos; em 1595, surgem as bolsas de Lyon, Bordeaux e Marseille, na França. A bolsa de Londres (Royal Exchange') foi criada na segunda metade do século XVI; a bolsa de Paris, em 1639.  Mas o comércio de ações só apareceria no século XIX, quando algumas bolsas mantiveram a função de negociar mercadorias, enquanto outras voltaram-se para o comércio de valores mobiliários.
A Bolsa de Nova York surgiu em  17 de maio de 1792, quando, diante concorrência de um grupo de poderosos comerciantes de títulos da dívida pública, que haviam reduzido as taxas de comissão, vinte e quatro corretores se reuniram sob um grande plátano, em  frente ao n° 68 da Wall Street e assinaram o Buttonwood Agreement (Acordo do Plátano). O acordo criou uma espécie de clube fechado, cujos membros concordaram em negociar apenas entre si  e em manter uma comissão de 0,25%. Um ano mais tarde, o grupo passou a se reunir também na Tontine Coffee House,  mas só quando o tempo ficava muito ruim., Mas, em geral, as negociações  eram feitas ao ar livre. Em 1817, os 24 corretores abriram a New York Stock Exchange, sob a presidência de Nathan Prime. O grupo trabalhava na cotação de ações de dez bancos e 13 empresas de seguros, todos locais. Em 1827, já eram 12 bancos e 19 empresas de seguros além de 8 títulos da dívida pública.
Até meados do século XIX, no entanto, as ações respondiam por uma pequena parte dos negócios das bolsas de valores, embora a França, os Estados Unidos e a Bélgica se utilizassem da bolsa para financiar  bancos centrais  e  empresas construtoras de canais, que, nos Estados Unidos, eram 70% financiadas pelo poder público, Já as empresas industriais eram raras. O Estado liderava a expansão ferroviária, seja como operador (na Bélgica), proprietário de terras (na França) ou regulador (nos países anglo-saxões). Na Inglaterra, o Estado respondia por 95%  das ações, a partir de 1853. Graças ao dinamismo dos inúmeros pequenos bancos da Nova Inglaterra, os Estados Unidos tornaram-se o segundo país (depois da Bélgica) onde as ações desempenhavam o papel mais importante nos negócios da bolsa.

## Características
- Os movimentos dos preços no mercado ou em uma seção do mercado são capturados através de índices chamados Índice de Bolsa de Valores.
- Os preços das ações servem também para indicar o valor de mercado das empresas cotadas em bolsa. Dessa forma, diversos negócios podem ser realizados entre elas e com outros investidores.
- A principal função da bolsa de valores é manter transparente e adequado o local para as negociações de compras e vendas de ações.
- A bolsa de valores tende a seguir um movimento ondulatório, onde seus vetores formam uma espécie de "V". Essa é a melhor forma para pequenos investidores começarem a investir na bolsa de valores sem muitos conhecimentos.

### Pregão
Nas primeiras décadas do século XX, a gritaria do tradicional pregão viva-voz (sistema de negociação de ativos e contratos  mediante a apregoação em viva-voz, pelos operadores de pregão, realizado em sala de negociações especialmente designada para tal) das bolsas de valores foi substituído pelo pregão eletrônico (sistema de negociação em que o registro de ofertas é feito em sistema eletrônico, por meio de terminais instalados nas corretoras de valores e sob a responsabilidade destas).
Mais recentemente, foi introduzido o mercado de ações automatizado - o trading algorítmico, também chamado trading automático, algotrading  ou algonegócio - que utiliza plataformas eletrônicas para a entrada de ordens de compra ou de venda. Assim,  um algoritmo executa instruções de negociação pré-programadas e cujas  variáveis podem incluir tempo (data e hora), preço e quantidade da ordem. A negociação algorítmica é amplamente utilizada por bancos de investimento, fundos de pensão e outros operadores institucionais, e visa dividir grandes negociações em várias negociações menores, de modo a reduzir o impacto sobre o mercado e o risco. Desde os anos 2000, parte significativa do  comércio  de títulos realizado na UE e nos EUA tem sido feita através do trading algorítmico. Em 2009,  25%  de todo o volume de capitais dos EUA já era negociado por algoritmos.